# Луковецкая, Татьяна Марковна

## Образование
1988 — Московский Автомобильно-Дорожный институт (МАДИ). Специальность — Эксплуатация автомобильного транспорта.
Квалификация — Инженер по эксплуатации автомобильного транспорта.
2013 — степень в Высшей школе экономики (MBA).

## Биография
1988 — окончила Московский Автомобильно-Дорожный институт (МАДИ)
1992 — Группа Компаний «РОЛЬФ», оператор сервис-бюро, затем сервис-менеджер, директор дилерского центра, директор операционной деятельности Розничного подразделения
2008—2009 — Холдинг SOLLERS, Генеральный директор Торгового Дома SOLLERS (собственная розничная сеть дилерских центров Fiat, SsangYong, УАЗ)
2009—2010 — Дилерская Группа «Модус» (крупнейшая дилерская группа на Юге России, имеет дилерские центры в Краснодаре, Ростове-на-Дону, Ставрополе, Сочи, Новороссийске, Пятигорске, Липецке и Воронеже), Главный Управляющий директор
2011, январь — ГК РОЛЬФ, Директор по развитию бизнеса
2011, март — ГК РОЛЬФ, Главный управляющий директор Розничного подразделения
2013 — ООО РОЛЬФ, Генеральный директор
2017 — ООО РОЛЬФ, глава совета директоров ГК Рольф

## Личная жизнь
Увлекается пением, игрой на гитаре, автомобилями. Владеет двумя иностранными языками (английский и французский).

## Жизненная позиция
«Человек интересен другим настолько, насколько он интересен себе»
«Главное — всегда идти вперёд и неважно что „за окном“ — дождь или солнце, кризис или подъём», — Татьяна Луковецкая

## Профессиональные достижения
Председатель совета директоров крупнейшей дилерской группы России. 

Возглавила рейтинг журнала РБК «25 женщин-СЕО». 

Вице-президент Ассоциации Российских Автомобильных Дилеров (РОАД).

## Публикации в СМИ
РБК — Как Татьяна Луковецкая вывела «Рольф» в лидеры рынка 

Коммерсант — Разрушитель пирамид. Зачем генеральный директор «Рольфа» дал независимость дилерским центрам 

РБК — Царица горы 

Форбс — Право руля: как женщина управляет крупнейшей компанией по продаже автомобилей 

Ведомости — Авторитейл ждут тектонические сдвиги 

РБК — О том, как расти на падающем рынке 

РБК — Генеральные женщины 

PMR — Лидеры о счастье: Татьяна Луковецкая 

АвтоСтат — Автомобильный рынок в кризис 

АвтоСтат — РОЛЬФ и Пеликан Авто объединили активы